# Перейра да Силва, Жаир
Жаи́р Пере́йра да Си́лва (порт. Jair Pereira da Silva; род. 29 мая 1946, Рио-де-Жанейро) — бразильский футболист и футбольный тренер.
Стал известен широкой публике в 1967 году, благодаря переходу во «Фламенго», завершил карьеру футболиста в 1978 году, выступая за «Бангу». Самый знаменательный этап футбольной карьеры Жаира наступил, однако, с его решением стать тренером. В 1990 году «Фламенго» под его руководством впервые выиграл Кубок Бразилии.

## Карьера игрока
Жаир Перейра был обнаружен скаутами в основном составе скромной «Мадурейры». Молодой Перейра вскоре после начала карьеры привлёк большое внимание местных жителей, а позже и президента «Фламенго», Луиса Роберто Брито Вейги, переход состоялся в 1967 году, когда Жаиру было всего 20 лет.
В новом клубе была достаточно жёсткая конкуренция за место в основе, и Перейра далеко не всегда её выигрывал, он выходил, в основном, на матчи дружеских турниров и прочих соревнований не высшей важности. В последний раз Перейра вышел в официальной игре за клуб ещё в 1967 году, однако сменил клуб только в 1969, новым клубом стал «Бонсусессо».
Он играл за «Бонсусессо» до 1972 года, когда он был отдан арендован «Оларией», а затем перешёл в «Санта-Круз», ещё позже, в 1974 году он стал игроком соперников «Фламенго», «Васко да Гама», Жаир Перейра был на пике своей карьеры футболиста. На «Сан-Жануарио» Жаир Перейра завоевал титул чемпиона Лиги Кариока в 1977 году.
В 1978 году он перешёл в «Бангу», последний клуб, цвета которого он защищал в качестве игрока. После окончания карьеры игрока Перейра решил попробовать себя в тренерской деятельности.

## Тренерская карьера
Если в качестве игрока Жаир Перейра имел в большинстве ситуаций скромный вид и постоянно нуждался в подстраховке товарищей по команде, то совсем обратная ситуация сложилась, когда он получил должность тренера.
Его первый шанс заявить о себе в новой роли представился в клубе «Кампу Гранди» в 1981 году, после этого была успешная работа в «Пайсанду», а затем в молодёжной сборной Бразилии в 1983 году, с которой он стал победителем молодёжного чемпионата мира, в той сборной играли такие будущие звёзды, как Дунга, Жилмар Попока, Бебето, Паулиньо Кариока и, конечно же, Ромарио. Перейра также участвовал в подготовке сборной Бразилии к Чемпионату мира 1994 года.
В 1985 году был переезд на Восток, но Перейра в скором времени вернулся в Бразилию, чтобы снова заняться молодёжной сборной и трижды подряд одержать победу на молодёжном чемпионате Южной Америки (в 1985, 1986 и 1987 годах), он покинул пост только после получения приглашения в большой клуб, «Крузейро».
После «Крузейро» он был назначен тренером вице-чемпиона страны, «Коринтианс». С этой командой Жаир получил свой первый действительно весомый титул, титул чемпиона Лиги Паулиста в 1988 году.
К 1990 году он уже успел потренировать такие клубы, как «Ботафого», «Америку» из Рио-де-Жанейро, «Атлетико Минейро» и «Фламенго». В последнем клубе его задачей было руководить командой, которая имела перспективы стать одним из лидеров бразильского футбола. И эксперимент удался: победа в кубке Бразилии, общий процент побед в 66,67 % и девятое место в чемпионате.
Несмотря на хорошие результаты, Перейра был в конечном итоге уволен в начале следующего года. Это объяснялось сменой руководства и его предпочтением инвестировать в таланты молодых и перспективных тренеров.
После «Фламенго» Жаир Перейра продолжал свою тренерскую карьеру в «Крузейро» и «Атлетико Минейро», кроме того, он успел один год поработать в Европе, в «Атлетико Мадрид», где в 1992 году выиграл кубок Испании по футболу.
В 1993 году состоялся очередной приход на «Гавеа». Но Жаиру в конечном итоге не удалось долго продержаться на посту, его заменил Карлиньос, бывший конкурент ещё в дни, когда они оба были футболистами «Фламенго». Карлиньос превосходил его на поле, следовательно, по мнению руководства, превосходил и на тренерской скамье. При рейтинге побед в 64,44 % Жаир покинул клуб.
Он выиграл немало титулов и стал одним из самых популярных бразильских тренеров 90-х годов. Прискорбный эпизод, однако, подмочил репутацию Жаира. Это было в 1996 году, когда он тренировал «Флуминенсе» и не смог избежать вылета из элиты всего за год после того, как клуб выиграл Лигу Кариока.
Дальнейшая тренерская деятельность была несколько беднее на трофеи. Стоит отметить второе место в Лиге Паранаэнсе с «Атлетико Паранаэнсе» в 1997 году, выезд за границу, в Парагвай, чтобы тренировать «Серро Портеньо». Последним клубом Перейры стала «Итумбиара», откуда он ушёл в 2009 году.

## Достижения
| «Кампу-Гранди» - Серия B: 1982 «Пайсанду» - Лига Параэнсе: 1982 Бразилия (мол.) - Чемпионат Южной Америки: 1983 - Чемпионат мира: 1985 «Коринтианс» - Лига Паулиста: 1988 «Атлетико Минейро» - Лига Минейро: 1989, 1991 «Фламенго» - Кубок Бразилии: 1990 - Кубок Мальборо: 1990 - Кубок Шарп: 1990 - Кубок Ассоциации спортивных журналистов Сержипи: 1990 «Крузейро» - Лига Минейро: 1987 - Суперкубок Либертадорес: 1992 «Васко да Гама» - Лига Кариока: 1994 - Турнир Пальма-де-Мальорки: 1995 - Кубок Гуанабара: 1994 «Атлетико Мадрид» - Кубок Испании: 1991/92 - Турнир Вилья де Мадрид: 1992 «Америка» - Кубок Сул-Минас: 2000 - Лига Минейро: 2001 «Форталеза» - Лига Сеаренсе: 2005 | «Фламенго» - Кубок Мохаммеда IV: 1968 - Кубок Рестело: 1968 «Санта-Круз» - Лига Пернамбукано: 1973 «Васко да Гама» - Серия A: 1974 - Лига Кариока: 1977 - Кубок Гуанабара: 1976, 1977 - Кубок Данило Леала Карнейро: 1976 - Кубок Маноэла ду Насименту Варгаса Нетто: 1977 - Турнир губернатора Элено Нуньеса: 1976 |  |